# محمد بن طاهر حارثی
محمّد بن طاهر بن ابراهیم حارِثی (؟ – ۵۸۴ ق/ ۱۱۸۸ م) داعی اسماعیلی یمنی و نویسندهٔ مُستَعلَوی طَیِّبی بود. وی در صنعاء در سدهٔ ششم هـ/ دوازدهم م می‌زیست و در همان‌جا درگذشت. در سال ۵۵۴ هجری قمری/۱۱۵۹ میلادی، به‌دست داعی مطلق دومِ طیّبیان، ابراهیم حامدی، به‌عنوان دستیار در امور دعوت منصوب شد. تحت رهبری پسر ابراهیم و جانشین او، حاتم حامدی، حارثی به مرتبهٔ «مأذون» ارتقاء یافت. او اثری در دو جلد بزرگ تألیف کرد که در آن‌ها گزیده‌هایی از ادبیات اسماعیلی را تحت عنوان «مجموع‌التربیة» گرد آورد، بخش‌هایی را از آثاری به آن افزود که اگر او نبود، از میان می‌رفتند. کتاب «الأنوار اللطیفة» را او نگاشت و آن را به پنج سَرادُق تقسیم کرد؛ در هر سرادق پنج باب و در هر باب، پنج فصل گنجاند. این کتاب به باورهای اسماعیلیه می‌پردازد.